# Club Atlético Platense
O Club Atlético Platense é um clube de futebol da Argentina, sediado na cidade de Vicente López, na Grande Buenos Aires. Atualmente disputa a primeira divisão do Campeonato Argentino.

## História

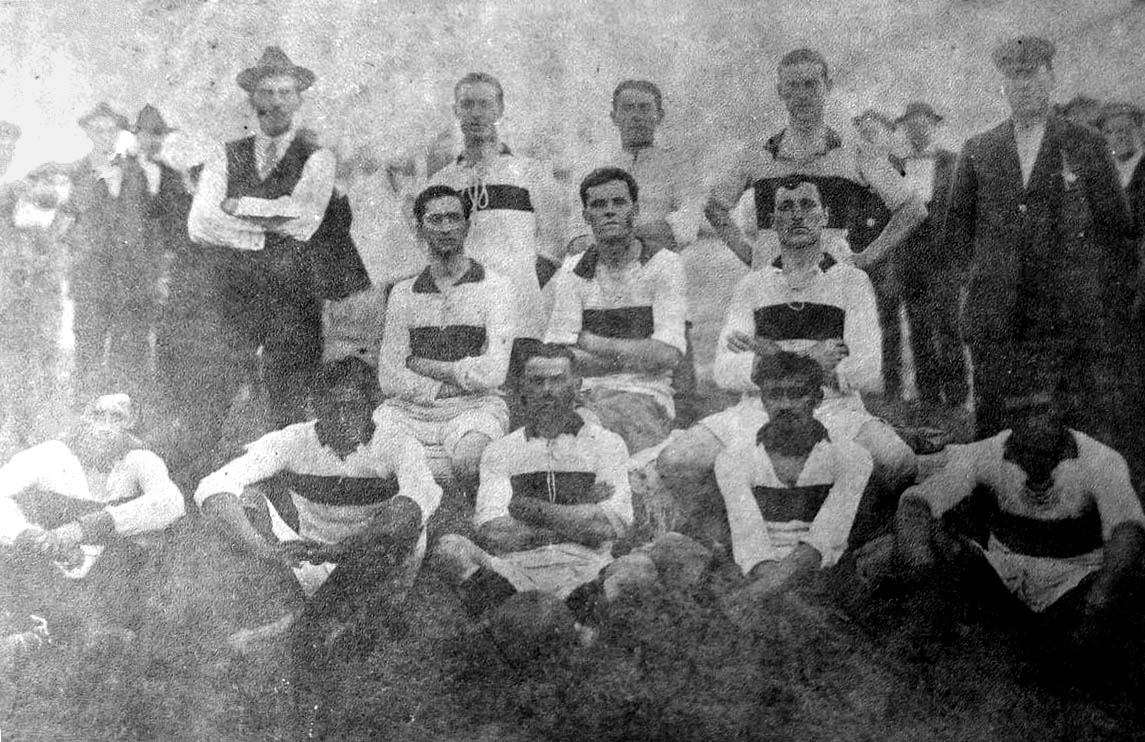
Primeira equipe do Platense, no ano de 1912.

O clube foi fundado em 25 de maio de 1905, por um grupo de jovens que eram moradores do bairro nobre de Recoleta. Os jovens conseguiram o dinheiro necessário para a criação da instituição depois de apostarem numa corrida de cavalos. O jóquei selecionado pelos rapazes, da equipe Platense, foi o vencedor da competição. As cores do clube que seria fundado, marrom e branco, foram escolhidas em homenagem ao uniforme do cavaleiro, e seu nome, em homenagem a equipe de hipismo.

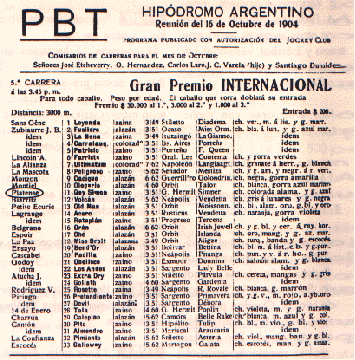
Boletim do hipódromo.

A estreia do Platense em competições oficiais ocorreu ainda na era amadora do futebol argentino, no ano de 1910, sendo um dos clubes pioneiros da profissionalização do futebol no país. Seu primeiro título veio apenas no ano de 1976, quando foi campeão da Primera B Nacional.
No ano de 1951, em excursão pela Europa, o Platense venceu a partida mais relevante de sua história, contra o Milan da Itália. Em pleno Estádio San Siro, o clube argentino conseguiu a façanha de derrotar os anfitriões pelo placar de 3x2.
Após anos de idas e vindas entre as divisões do futebol argentino, com muitos rebaixamentos e acessos, o clube conquistou a promoção da Primera B Nacional de 2020 rumo à elite, para a temporada 2021.
Em 2025, o clube fez história ao eliminar Racing, San Lorenzo e River Plate, e ganhar o Torneio Apertura do Campeonato Argentino pela primeira vez em seus 120 anos, derrotando o Huracán na final por 1 a 0. 

## Símbolos
O Marrón tem como seu principal símbolo o calamar, uma espécie de molusco. Tal alcunha se originou do jornalista Palacio Zino, que comparava as festas da torcida do Platense a "um calamar se movendo em meio a sua tinta".

## Rivalidades
O principal rival do Platense é o Tigre, da cidade de Victoria, na Grande Buenos Aires. Ambas as equipes fazem o Clássico de la Zona Norte, um duelo que vem desde os primórdios do futebol argentino. Outro grande rival do Platense é o Argentinos Juniors, equipe da capital argentina. Essa rivalidade ganhou força durante a década de 80. Também conta com uma rivalidade muito velha e intensa com o River Plate, já que sempre foram times vizinhos, e contam com mais de 160 jogos entre eles.

## Elenco atual
Última atualização: 3 de julho de 2025.

## Títulos
| Nacionais | Nacionais            | Nacionais | Nacionais  |
|           | Competição           | Títulos   | Temporadas |
|           | Campeonato Argentino | 1         | 2025-A     |
| --------- | -------------------- | --------- | ---------- |

A: Torneio Apertura = Primeiro turno do campeonato argentino. 